# 桃園三號
桃園三號（或桃園3號）是原產於台灣桃園的水稻品種之一，屬於粳稻，原種為中華民國農委會桃園農業改良場利用台粳四號和台粳二號原種雜交10多年後形成的桃園三號植種，特色是低溫儲存4個月後香氣極濃，連煮成糙米飯都有香氣，若是白米飯則有類似雞湯的香氣。故民國93年農委會將桃園三號商品名稱定為新香米。

## 種植
正確種法為農家必須親自育苗，種植期必須比一般稻米早一個月，驚蛰前就必須插秧。桃園地區農家陳添壽使用該桃園三號植種配合石門大圳的出山水和傳統種植法，一舉得到民國99年大溪稻米品質大賽冠軍，後以「添壽米」為名作為包裝米上市。

## 相關
- 郭益全

在台灣具有芋頭香氣的主流香米：
- 台梗四號、桃園三號（新香米）、台南十九號、台南二十號、臺農七十一號（益全香米）、高雄一百四十七號
- 以及育成香米（紅糯米）

## 外部連結
- 添壽米 （页面存档备份，存于）